# Philip MacDonald (friidrottare)
Philip MacDonald, född 10 maj 1904, död 4 januari 1978, var en friidrottare från Kanada. Han deltog vid olympiska sommarspelen 1924.